# Archaeodictyna ammophila
Archaeodictyna ammophila là một loài nhện trong họ Dictynidae.
Loài này thuộc chi Archaeodictyna. Archaeodictyna ammophila được miêu tả năm 1871 bởi Menge.